# Castell de Can Ferrer i Mas de les Ventoses
El Castell de Can Ferrer i Mas de les Ventoses és un edifici del Montmell (Baix Penedès) declarada Bé Cultural d'Interès Nacional.

## Descripció
Les restes són molt arrasades de murs de maçoneria, sitges, etc. S'endevina la forma d'una construcció molt adaptada a l'estret cim de la Serreta, d'unes dimensions màximes de 30 x 8 m.

## Història
El mas dels Ferrer, que ja s'esmenta al fogatjament del 1553 tenia 63 habitants l'any 1960.